# أيزاياه ديكسون
أيزاياه ديكسون (بالإنجليزية: Isaiah Dixon)‏ هو سياسي أمريكي، ولد في 1923، وتوفي في 26 أبريل 2013. حزبياً، نشط في الحزب الديمقراطي. وقد انتخب عضو مجلس النواب لولاية ماريلند.